# Otto Rieth (Architekt)
Otto Rieth (* 9. Juni 1858 in Stuttgart; † 10. September 1911 ebenda) war ein deutscher Architekt, der sich auch als Maler und Bildhauer betätigte.

## Werdegang
Zunächst studierte Rieth an der Technischen Hochschule Stuttgart unter Christian Friedrich von Leins und Robert von Reinhardt, danach bei Paul Wallot in Frankfurt am Main, dem er 1883–1896 beim Bau des Berliner Reichstagsgebäudes assistierte. Im Oktober 1891 machte sich Rieth einen Namen unter Architekten durch die Publikation seiner Architekturskizzen, es handelt sich um ein Mappenwerk mit insgesamt 4 Bänden a 120 Zeichnungen. Diese fanden in der Fachpresse große Resonanz. Nach der Zeit bei Wallot ließ sich Otto Rieth als selbständiger Architekt in Berlin nieder. Er war vor allem für seine prachtvollen Villen und Palais’ sowie seine monumentalen Denkmalentwürfe bekannt. Ab 1894 lehrte er an der Unterrichtsanstalt des Kunstgewerbemuseums Berlin, von 1897 bis 1910 als Professor.

## Werk (Auswahl)

### Bauten und Entwürfe

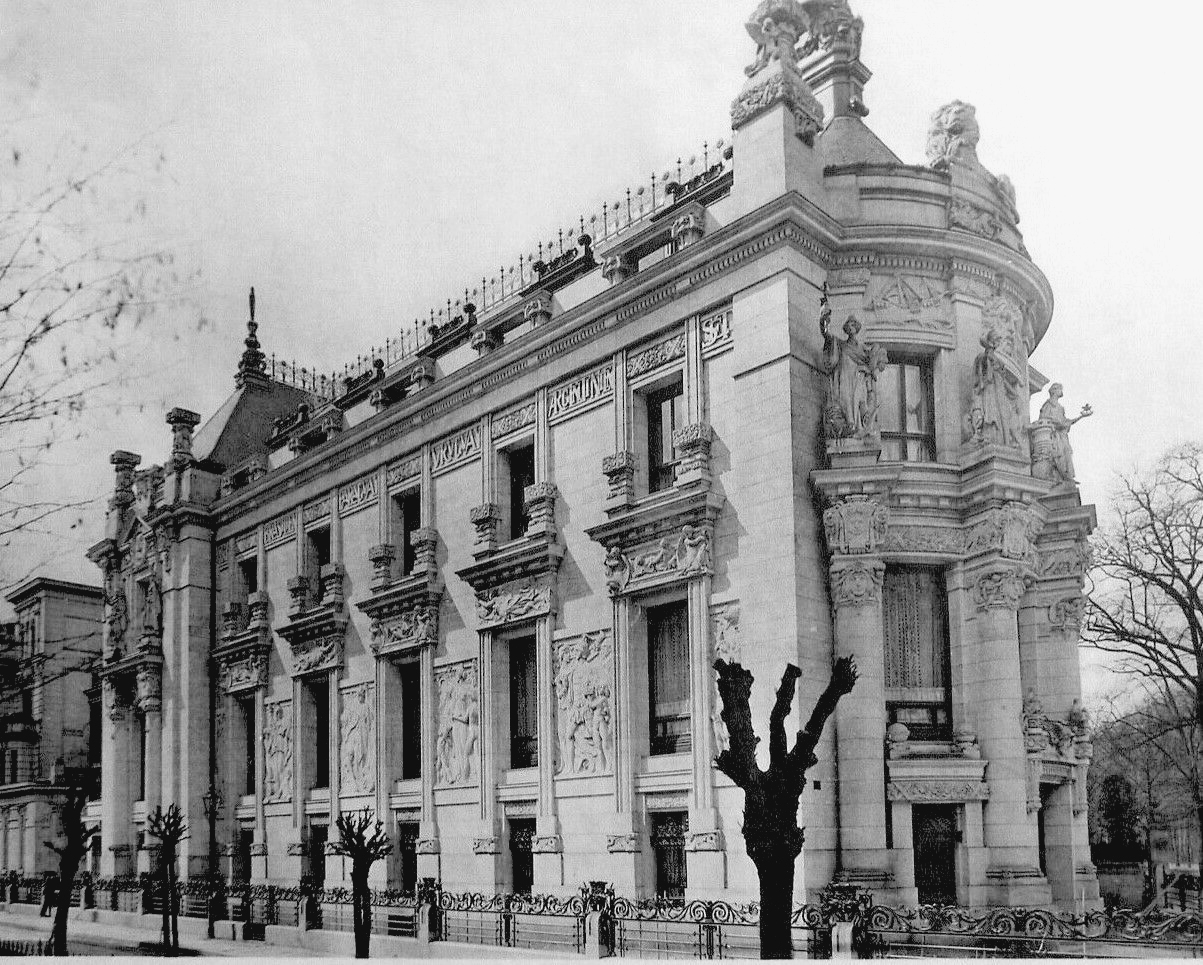
Palais Staudt, errichtet von 1897 bis 1899

Galateabrunnen 1905

- 1890: Galateabrunnen in Stuttgart (mit Bildhauer Paul Stotz)[5]
- 1892–1893: Landhaus Lutz in Berlin-Steglitz, nicht erhalten
- 1896: Entwurf für das Völkerschlachtdenkmal in Leipzig (2. Preis)[6]
- 1898: Manzelbrunnen in Stettin (mit Bildhauer Ludwig Manzel)
- 1897–1899: Palais Staudt in Berlin-Tiergarten für die Familie von Wilhelm Staudt (mit Ludwig Manzel, August Vogel und Wilhelm Widemann), nicht erhalten[7]
- 1900–1901: Fassade für das „Haus Stern“ (Geschäftshaus der Firma Graumann & Stern) in Berlin-Mitte, Mohrenstraße 36/37 (stark verändert und erweitert)[8]

### Veröffentlichungen
- Architektur-Skizzen. 120 Handzeichnungen in Autotypie. (4 Bände) Verlag von Georg Siemens, Berlin 1891.
- Otto Rieth mit Max Koch: Der Akt. 100 Modellstudien nach Naturaufnahmen in Lichtdruck, Nach künstlerischem und wissenschaftlichen Gesichtspunkten gestellt und herausgegeben, Leipzig 1894.